# Steina (Schwalm)
Die Steina ist ein etwa 13,9 km langer, rechtsseitiger bzw. östlicher Zufluss der Schwalm im Osthessischen Bergland im nordhessischen Schwalm-Eder-Kreis und gehört zum Flusssystem und Einzugsgebiet der Weser.

## Verlauf

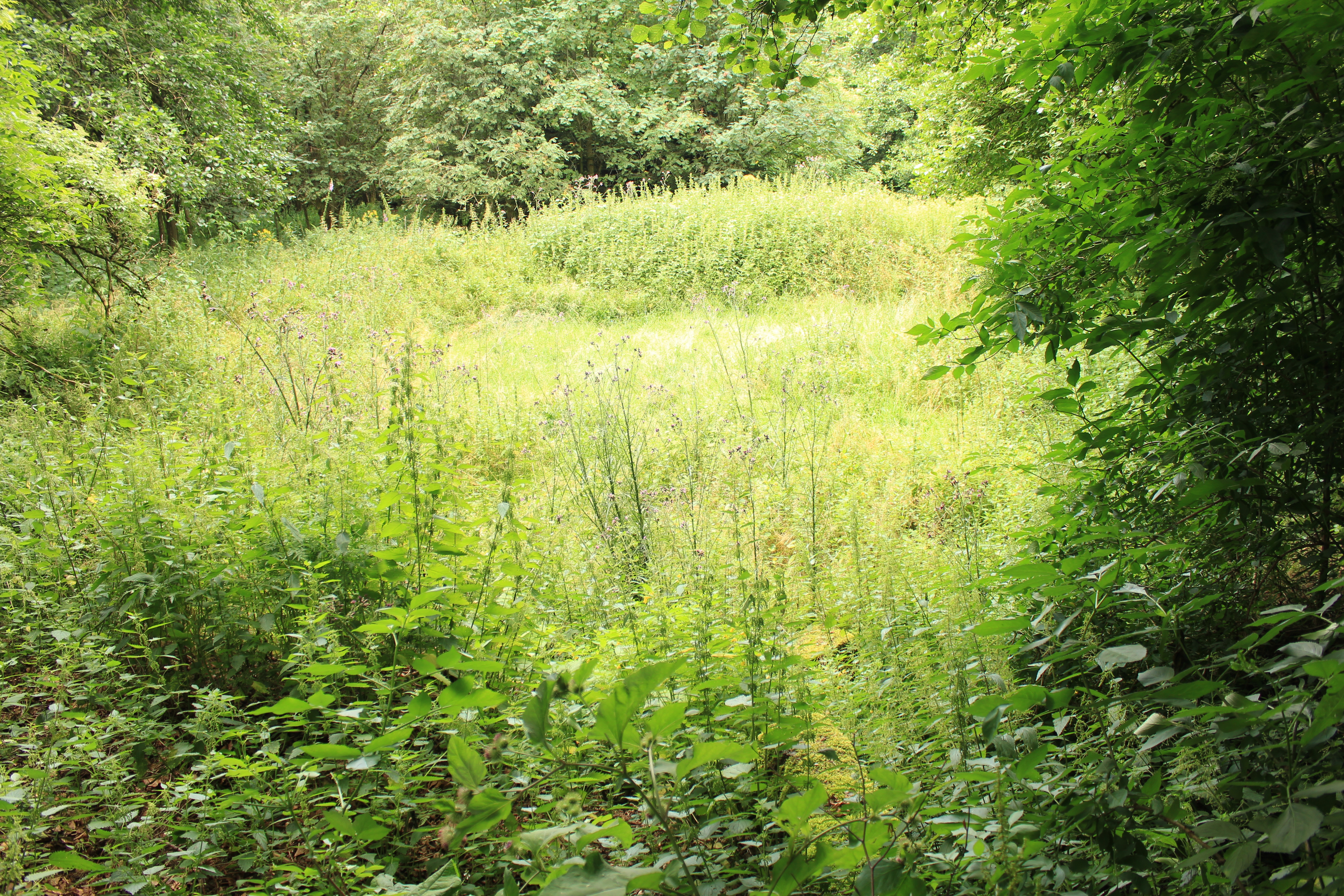
Topfquelle der Steina (Schwalm) westlich unterhalb des Knüllköpfchens

Die Steina entspringt im Osthessischen Bergland im Knüllgebirge. Ihre Quelle liegt im Hochknüll etwa 670 m südwestlich des Schwarzenborner Weilers Richberg auf der Westflanke des Knüllköpfchens (633,8 m ü. NN) auf etwa 563 m ü. NN.
Anfangs fließt die Steina, die überwiegend in Richtung Westsüdwesten verläuft, westwärts durch das Knüllgebirge, wobei sie etwas unterhalb ihres Ursprungs die Landesstraße 3155 (Seigertshausen–Schwarzenborn) unterquert. Danach passiert sie jeweils etwas südlich dieser Straße und des Dorfs Seigertshausen, einem nördlichen Stadtteil von Neukirchen, die Happelsmühle und die Hergertsmühle und dann, etwas weiter westlich, die Daubenmühle. Etwas weiter westsüdwestlich passiert der Bach beim Ausfluss aus dem Knüllgebirge das Willingshausener Gymnasium Melanchthon-Schule Steinatal. Kurz darauf ist der nun nordwestwärts fließende Bach von der Bundesstraße 454 überbrückt.
Dann verläuft die Steina westwärts durch das Willingshausener Dorf Steina, um etwas nach Überqueren eines kleinen Kanals und nach Überwindung von etwa 350 m Höhenunterschied auf etwa 213 m ü. NN auf der Hohen Wiese in den dort von Süden kommenden Eder-Zufluss Schwalm zu münden.

## Einzugsgebiet und Zuflüsse
Das Einzugsgebiet der Steina umfasst 20,497 km². Zu ihren Zuflüssen gehören mit orographischer Zuordnung (l = linksseitig, r = rechtsseitig), Gewässerlänge, Mündungsort mit Steinabachkilometer und – wenn bekannt – Einzugsgebiet (flussabwärts betrachtet):
- Angersbach (l; 6,2 km), weit oberhalb Steina (nahe km 6,6), 5,016 km²